# Jerry Sichting
Jerry Lee Sichting (Martinsville, Indiana, 29 de noviembre de 1956) es un exjugador y entrenador de baloncesto estadounidense que disputó diez temporadas en la NBA. Con 1,85 metros de estatura, lo hacía en la posición de base.

## Trayectoria deportiva

### Universidad

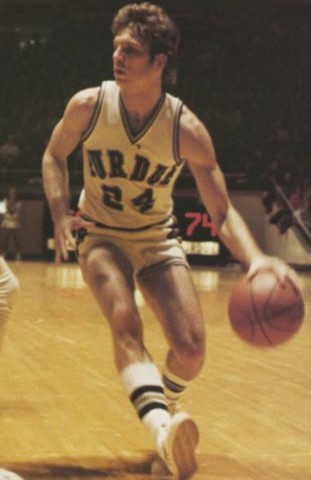
Sichting con Purdue.

Jugó durante cuatro temporadas con los Boilermakers de la Universidad Purdue, en las que promedió 9,9 puntos, 3,3 asistencias y 2,1 rebotes por partido. En su última temporada fue elegido en el mejor quinteto de la Big Ten Conference, acabando su carrera como líder histórico de su universidad en porcentaje de tiros libres, con un 87%, y el de más lanzamientos desde la línea anotados de forma consecutiva, con 34, este último batido posteriormente.

### Profesional
Fue elegido en el puesto 82 del Draft de la NBA de 1979 por Golden State Warriors, pero fue cortado antes del comienzo de la competición, teniendo que pasar un año en blanco hasta que en la temporada 1980-81 fichara como agente libre por los Indiana Pacers. Allí jugó cinco temporadas, logrando la titularidad en 1982 tras la marcha de Johnny Davis a los Atlanta Hawks. Al año siguiente jugaría su mejor temporada como profesional, promediando 11,5 puntos y 5,7 asistencias por partido.
Antes del comienzo de la temporada 1985-86 fue traspasado a Boston Celtics a cambio de dos futuras segundas rondas del draft. Y en su primera temporada en el equipo se alzó con el anillo de campeones de la NBA, jugando como suplente de Dennis Johnson, y promediando 6,5 puntos y 2,3 asistencias por partido. En el quinto partido de las Finales protagonizó una dura pelea que acabó en tangana con Ralph Sampson, 40 centímetros más alto que él.
En febrero de 1988 fue traspasado a Portland Trail Blazers a cambio de Jim Paxson, donde jugó como suplente de Terry Porter, viendo reducidos sus minutos, y promediando en su única temporada completa 4,1 puntos y 2,4 asistencias.
En 1989 ficha por Charlotte Hornets, pero es despedido mediada la temporada. Un contrato por diez días con los Milwaukee Bucks pondría fin a su carrera profesional.

### Entrenador
Tras colgar las botas, en 1995 es contratado por Minnesota Timberwolves como director de ojeadores, y meses más tarde como entrenador asistente, donde permanece en el puesto hasta 2005. Ese año se marcha para desempeñar el mismo puesto en la Universidad Marquette, regresando en 2008 a los Wolves como asistente de su excompañero en los Celtics Kevin McHale.
En 2010 ficha como asistente de Keith Smart en los Golden State Warriors.
En agosto de 2012, se convierte en asistente de los Washington Wizards.
Tras una temporada en Washington, se convierte en asistente de Jeff Hornacek en los Phoenix Suns.
Al comienzo de la 2015–16, vuelve a unirse al cuerpo técnico de Hornacek, ahora en los New York Knicks.
El 18 de enero de 2019, regresa a Minnesota Timberwolves como técnico asistente.

## Estadísticas de su carrera en la NBA
|  | Líder de la liga                                 |
|  | Denota temporada en la que fue Campeón de la NBA |

### Temporada regular
| Año     | Equipo    | PJ  | PT  | MPP  | %TC  | %3P  | %TL  | RPP | APP | ROB | TPP | PPP  |
| ------- | --------- | --- | --- | ---- | ---- | ---- | ---- | --- | --- | --- | --- | ---- |
| 1980–81 | Indiana   | 47  | -   | 9.6  | .358 | .000 | .781 | .9  | 1.5 | .5  | .0  | 2.0  |
| 1981–82 | Indiana   | 51  | 0   | 15.7 | .469 | .111 | .763 | 1.1 | 2.3 | .6  | .0  | 4.2  |
| 1982–83 | Indiana   | 78  | 58  | 31.2 | .478 | .167 | .860 | 2.0 | 5.6 | 1.3 | .0  | 9.3  |
| 1983–84 | Indiana   | 80  | 80  | 31.2 | .532 | .300 | .867 | 2.1 | 5.7 | 1.1 | .1  | 11.5 |
| 1984–85 | Indiana   | 70  | 25  | 25.8 | .521 | .243 | .875 | 1.6 | 3.8 | .7  | .1  | 11.0 |
| 1985–86 | Boston    | 82  | 7   | 19.5 | .570 | .375 | .924 | 1.3 | 2.3 | .6  | .0  | 6.5  |
| 1986–87 | Boston    | 78  | 15  | 20.1 | .508 | .269 | .881 | 1.2 | 2.4 | .5  | .0  | 5.7  |
| 1987–88 | Boston    | 24  | 1   | 15.4 | .537 | .250 | .667 | .9  | 2.5 | .6  | .0  | 4.1  |
| 1987–88 | Portland  | 28  | 0   | 11.6 | .544 | .571 | .818 | .5  | 1.2 | .3  | .0  | 4.1  |
| 1988–89 | Portland  | 25  | 1   | 15.6 | .442 | .250 | .875 | 1.2 | 2.4 | .6  | .0  | 4.1  |
| 1989–90 | Charlotte | 34  | 8   | 13.8 | .420 | .250 | .833 | .6  | 2.7 | .5  | .1  | 3.5  |
| 1989–90 | Milwaukee | 1   | 0   | 27.0 | .000 | .000 | .750 | .0  | 2.0 | .0  | .0  | 3.0  |
| Total   | Total     | 598 | 195 | 21.3 | .507 | .271 | .857 | 1.4 | 3.3 | .7  | .0  | 6.9  |

### Playoffs
| Año     | Equipo   | PJ | PT | MPP  | %TC  | %3P  | %TL  | RPP | APP | ROB | TPP | PPP |
| ------- | -------- | -- | -- | ---- | ---- | ---- | ---- | --- | --- | --- | --- | --- |
| 1980–81 | Indiana  | 1  | -  | 1.0  | .000 | .000 | .000 | .0  | .0  | 1.0 | .0  | .0  |
| 1985–86 | Boston   | 18 | 0  | 15.2 | .443 | .000 | .429 | .9  | 2.2 | .3  | .0  | 3.2 |
| 1986–87 | Boston   | 23 | 4  | 14.7 | .427 | .167 | .800 | .9  | 1.4 | .4  | .0  | 3.4 |
| 1987–88 | Portland | 4  | 0  | 7.8  | .286 | .000 | .000 | .5  | 1.3 | .3  | .0  | 1.0 |
| 1988–89 | Portland | 1  | 0  | 11.0 | .000 | .000 | .000 | 1.0 | 1.0 | .0  | .0  | .0  |
| Total   | Total    | 47 | 4  | 13.9 | .418 | .143 | .647 | .8  | 1.7 | .3  | .0  | 3.0 |